# Amparo (São Paulo)
Amparo is een gemeente in de Braziliaanse deelstaat São Paulo. De gemeente telt 65.928 inwoners (schatting 2009).
De stad is de zetel van het rooms-katholieke bisdom Amparo.

## Aangrenzende gemeenten
De gemeente grenst aan Itapira, Jaguariúna, Monte Alegre do Sul, Morungaba, Pedreira, Santo Antônio de Posse, Serra Negra en Tuiuti.

## Geboren
- Alex Sandro da Silva (1985), voetballer

## Galerij

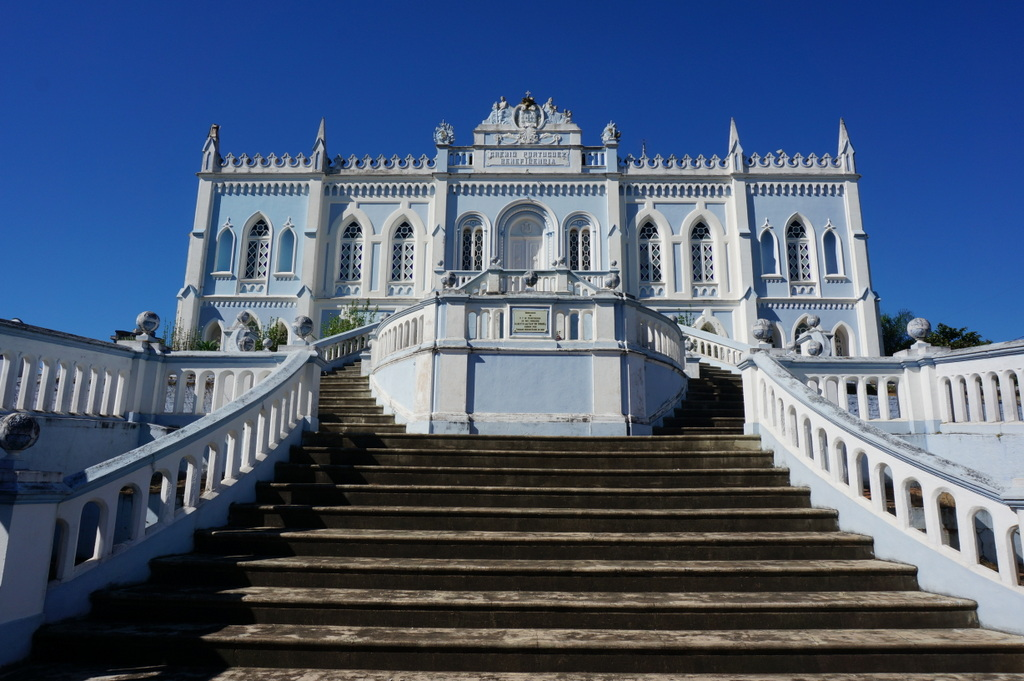
Het ziekenhuis Hospital da Beneficencia Portuguesa in Amparo
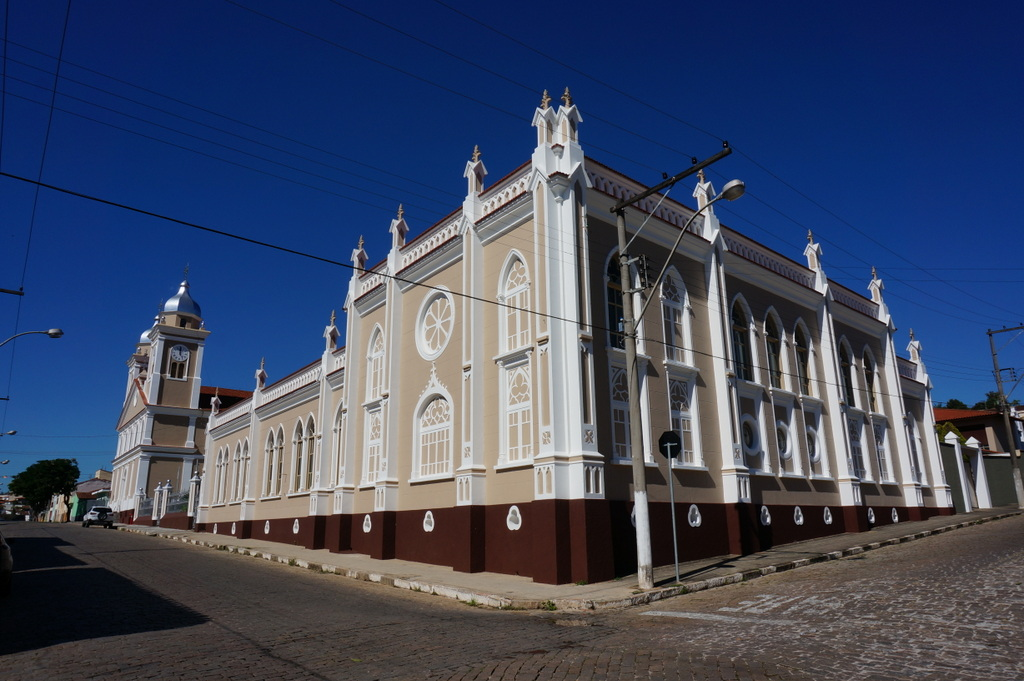
Het klooster Mosteiro de São Benedito in Amparo
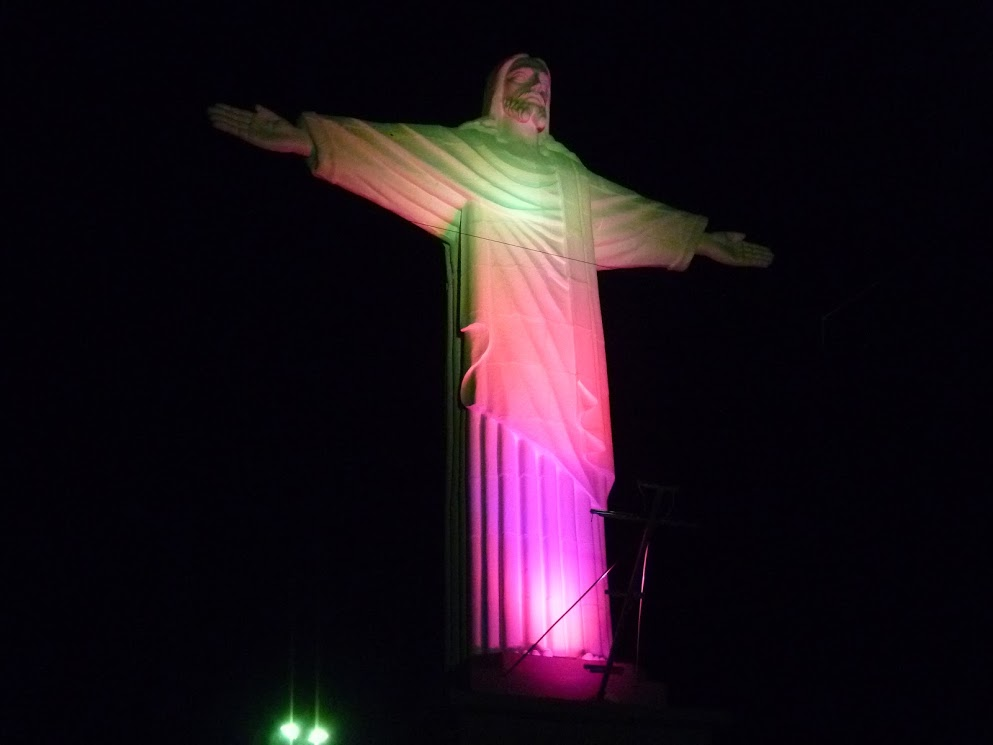
Christusbeeld op de heuvel Morro do Cristo in Amparo